# Lesotho aux Jeux olympiques d'été de 2020
Le Lesotho participe aux Jeux olympiques de 2020 à Tokyo au Japon. Il s'agit de sa 12e participation à des Jeux d'été.

## Athlètes engagés
| Sport      | Hommes | Femmes | Total |
| ---------- | ------ | ------ | ----- |
| Athlétisme | 1      | 1      | 2     |
| Total      | 1      | 1      | 2     |

## Résultats

### Athlétisme
Deux athlètes ont obtenu leur qualification en réalisant les minima olympiques : Neheng Khatala avec un temps de référence de 2h28min06 établi au Cap en mai 2021 et Khoarahlane Seutloali avec un temps de référence de 2h11min04 établi aussi au Cap mais en septembre 2019 ; ces deux marathoniens sont en couple.
Lors du marathon du Cap de 2021, Motlokoa Nkhabutlane a manqué sa qualification directe pour seulement deux secondes (minima à 2:11:30). 
| Athlète               | Épreuve           | Séries      | Séries      | Demi-finales | Demi-finales | Finale          | Finale |
| Athlète               | Épreuve           | Temps       | Rang        | Temps        | Rang         | Temps           | Rang   |
| --------------------- | ----------------- | ----------- | ----------- | ------------ | ------------ | --------------- | ------ |
| Khoarahlane Seutloali | Marathon masculin | Non disputé | Non disputé | Non disputé  | Non disputé  | 2 h 25 min 3 s  | 67e    |
| Neheng Khatala        | Marathon féminin  | Non disputé | Non disputé | Non disputé  | Non disputé  | 2 h 33 min 15 s | 20e    |